# Axiom Space
Axiom Space, Inc., je americká soukromá společnost zabývající se vývojem vesmírné infrastruktury, především první komerční vesmírné stanice (Axiom Station), a poskytováním souvisejících služeb. Společnost sídlí v Houstonu v Texasu.
Společnost se rovněž zabývá organizací soukromých kosmických letů. V roce 2022 vyslala do kosmu dvoutýdenní misi Axiom Mission 1, kterou tvořil jeden profesionální kosmonaut a tři vesmírní turisté. V letech 2023 a 2024 na to navázala dvěma dalšími obdobnými misemi i s komerčními astronauty včetně záložních astronautů ESA. Cena letu je zhruba 55 milionů amerických dolarů za osobu.

## Historie společnosti
Společnost Axiom Space založili v roce 2016 Michael T. Suffredini a Kam Ghaffarian s cílem vytvořit a provozovat první komerční vesmírnou stanici na světě.
Generální ředitel Michael T. Suffredini byl v letech 2005 až 2015 programovým manažerem Mezinárodní vesmírné stanice. Po odchodu z NASA založil s inženýrem a podnikatelem Kamem Ghaffarianem společnost Axiom Space a zaměřili její aktivity na nově vznikající trh komerčních vesmírných letů. Ghaffarian v roce 2018 prodal svou společnost Stinger Ghaffarian Technologies, Inc, velkého dodavatele NASA.
V únoru 2021 měla společnost 110 zaměstnanců, v roce 2023 se uvádí 350 zaměstnanců.
Vedle jednoho ze zakladatelů společnost získala mezi své zaměstnance řadu dalších zkušených pracovníků NASA, včetně jejího bývalého ředitele a astronauta Charlese Boldena nebo astronauta Michaela Lópeze-Alegrii, který se v roce 2017 k Axiom Space připojil k jako ředitel obchodního rozvoje, ale později se stal také prvním z profesionálních astronautů, kteří budou velet jednotlivým misím k ISS nebo později k vesmírné Stanici Axiom.
V srpnu 2024 Michael Suffredini z osobních důvodů ukončil po osmi letech své působení v roli generálního ředitele společnosti s tím, že nadále zůstane členem jejího představenstva. Do doby nalezení řádného nástupce na nejvyšší pozici předal Suffredini své pravomoci a úkoly do rukou spoluzakladatele a výkonného předsedy společnosti (Executive Chairman) Kama Ghaffariana. A koncem dubna 2025 společnost oznámila, že se jejím novým generálním ředitelem stal Tejpaul Bhatia, který byl v Axiom Space od roku 2021 ředitelem pro příjmy (Chief Revenue Officer).

## Projekty společnosti

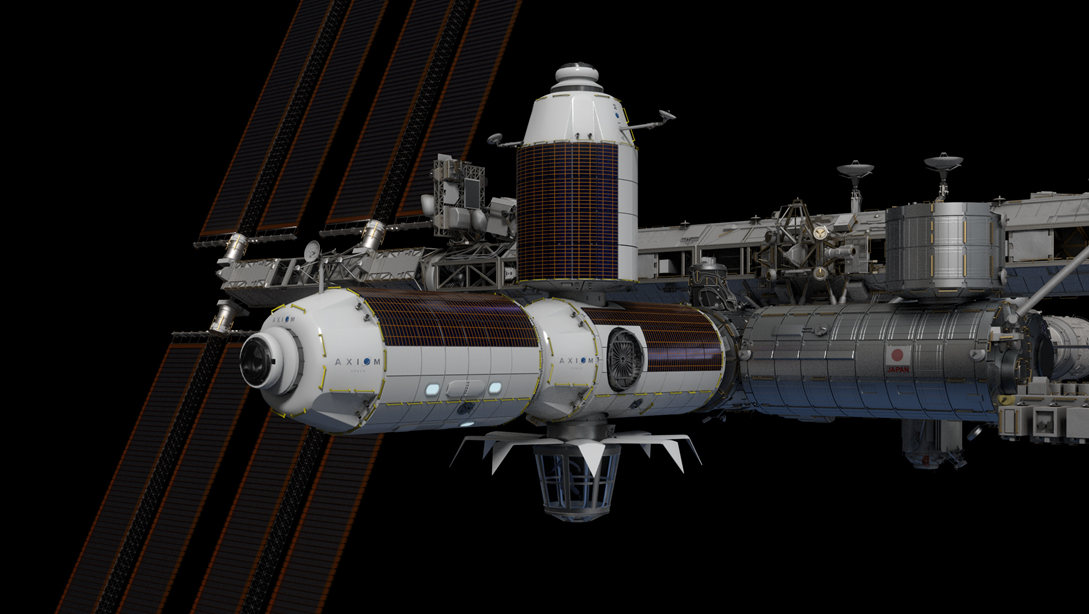
Počítačová grafika základních modulů Stanice Axiom připojených k ISS

### Připojení privátních modulů k ISS
NASA již v roce 2016 uvažovala o otevření ISS pro soukromé moduly a vedla k tomu různé konzultace, ale příslušné výběrové řízení zahájila až v červnu 2019. V něm podala jedinou nabídku Axiom Space, protože očekávaný konkurent Bigelow Aerospace kvůli obavám z financování žádný návrh nepředložil a následně dokonce ukončil činnost.
NASA tak v únoru 2020 oznámila, že vybrala společnost Axiom Space, které umožní připojit k Mezinárodní vesmírné stanici jeden nebo několik komerčních modulů. Zakázka na až 7 let v hodnotě 140 milionů dolarů otevřela možnost připojení v roce 2024 u předního portu modulu Harmony, dosud využívaného (přes spojovací adaptér PMA-2) jako jedno ze dvou míst pro připojení kosmických lodí Crew Dragon a Cargo Dragon.
Axiom Space při té příležitosti oznámila, že plánuje postupně vypustit a k ISS připojit uzlový modul, výzkumné a výrobní zařízení, modul pro ubytování posádky a observatoř s velkými okny pro pozorování Země. Tato sestava modulů označována jako Orbitální segment Axiom a podle plánů by se od ISS jako blok odpojila nedlouho před vyřazením ISS z provozu (a jejím navedením k řízenému zániku v atmosféře) a zahájit taj jejich samostatnou existenci na oběžné dráze pod označením Stanice Axiom (Axiom Station). 
Společnost původně plánovala vypuštění svého prvního modulu k ISS na konec roku 2025, druhého v roce 2026 a třetího v roce 2006 nebo 2027. Harmonogram se postupně rozvolňoval a podle informací z prosince 2024 se k ISS připojí jen jediný modul v roce 2027, a to pouze do doby, než se v roce 2028 do vesmíru dostane druhý a tato dvojice vytvoří základ budoucí nové stanice.

### Stanice Axiom
Stanici bude podle plánů oznámených v prosinci 2024 tvořit pět modulů:
- Payload Power Thermal Module (PPFM) bude modul stanici poskytovat elektrickou energii a tepelnou kapacitu odpovídající výkonu ISS, aby byla schopná samostatného letu. Modul kromě toho ponese systém kontroly prostředí a podpory života (tzv. ECLSS) a osm vědeckých stojanů pro výzkumné užitečné zatížení.
- Habitat One (Hab-1) poskytne osobní kajuty pro čtyři astronauty a prostor pro výzkumné a výrobní aplikace. Každá kajuta bude vybavena velkým oknem pro výhled na Zemi a komunikačním panelem s dotykovou obrazovkou. Dokovací adaptéry na obou kruhových stěnách modulu umožní z jedné strany připojení k ISS, z opačné strany pak připojení druhého modulu Axiom; další čtyři porty umístěné kolmo k ose modulu budou připraveny na přidání dalších budoucích součástí segmentu a stanice. Modul ponese také pohonné, naváděcí, navigační a řídicí systémy.
- Airlock (AL) bude přechodová komora umožňující výstupy do vesmíru. Kromě dvou dokovacích adaptérů v ose modulu bude mít jeden boční průlez.
- Habitat 2 (Hab-2) přidá do sestavy kajuty pro další čtyři astronauty, což umožní stanici naplnit až osmi lidmi. Modul vedle toho zajistí kompletní systém kontroly prostředí a podpory života (tzv. ECLSS), vysokorychlostní satelitní datovou komunikaci a systém dálkového robotického manipulátoru. Stejně jako Hab One bude obsahovat 2 + 4 spojovací porty.
- Research and Manufacturing Facility (RMF) rozšíří vědeckou a výrobní kapacitu stanice. Jeho součástí bude také průlezem oddělená prosklená kopule umožňující pozorování Země.

Standardní průměr válcových modulů byl stanoven na 4,2 metru a jejich základní délka asi 11 metrů. Interiér modulů Axiom navrhl v roce 2018 francouzský architekt Philippe Starck, výrobu Axiom Space zadala zkušenému italskému výrobci Thales Alenia Space. Ten zahájil první výrobní úkony při svařování dílů budoucích modulů na podzim 2021.

### Private Astronaut Missions
NASA v roce 2019 založila program misí privátních astronautů na ISS, Private Astronaut Missions (PAM). Agentura touto cestou – ve spolupráci se soukromým kosmickým průmyslem – umožňuje dvoutýdenní cesty privátních astronautů na ISS. První misi NASA udělila společnosti Axiom Space v roce 2020, o rok později přidala další tři mise.
Axiom Space poskytuje jednotlivcům, korporacím a vesmírným agenturám služby v oblasti letů s lidmi do vesmíru. Do doby zprovoznění vlastních modulů, resp. zprovoznění Stanice Axiom, nabízí mise na Mezinárodní vesmírnou stanici, přičemž s desetidenní misí se pojí 15 týdnů výcviku. Balíček služeb dále zahrnuje plánování mise, vývoj hardwaru, podporu života, lékařské zabezpečení, zásobování posádky, certifikaci hardwaru a bezpečnosti, provoz na oběžné dráze a řízení mise.
Dopravu ve všech případech zajistily lodě Crew Dragon společnosti SpaceX. Dosud se uskutečnily 4 takové mise::
| Mise  | Ve dnech                        | Posádka                                                               | Doba letu                  |
| ----- | ------------------------------- | --------------------------------------------------------------------- | -------------------------- |
| Ax-1  | 8. až 25. dubna 2022            | Michael López-Alegría, Larry Connor, Mark Pathy, Eytan Stibbe         | 17 dní, 1 hodina, 49 minut |
| Ax-2  | 21. až 31. května 2023          | Peggy Whitson, John Shoffner, Alí al-Qarní, Rajjána Barnáwíová        | 9 dní, 5 hodin, 27 minut   |
| Ax-3  | 18. ledna až 9. února 2024      | Michael López-Alegría, Walter Villadei, Alper Gezeravci, Marcus Wandt | 21 dní, 15 hodin, 41 minut |
| Axi-4 | 25. června až 15. července 2025 | Peggy Whitson, Šubanšu Šukla, Sławosz Uznański-Wiśniewski, Tibor Kapu | 20 dní, 3 hodiny, 0 minut  |

(Zeleně vyznačený let v současnosti pokračuje.)
Společnost postupně buduje tým profesionálních astronautů, kteří budou na všech misích se zákazníky jako velitelé misí zodpovědní za řádný průběh letu. Členy týmu jsou:
- Michael López-Alegria[34] (dosud 4 lety pro NASA a 2 lety pro Axiom Space)
- Peggy Whitson[35] (dosud 3 lety pro NASA a 2 lety pro Axiom Space)
- Walter Villadei[36] (dosud 1 let s Axiom Space na zákaznickém místě)
- Kóiči Wakata[37] (dosud 5 letů pro JAXA)
- Timothy Peake[38] (dosud 1 let pro ESA)

Axiom Space plánuje podobným způsobem zajišťovat dopravu také na svou Stanici Axiom. 

### Orbitální datové centrum
Společnost v dubnu 2025 oznámila, že do konce roku 2025 plánuje vypuštění 2 uzlových bodů orbitálního datového centra (Orbital Data Center, ODC). ODC se stane součástí satelitů optické datové konstelace The Kepler Network, kterou má v blízké budoucnosti vytvořit společnost Kepler Communications. Uzlové body budou sloužit ke zpracování dat z pozorovacích satelitů na zemské oběžné dráze a s využitím umělé inteligence a algoritmů strojového učení umožní odesílat na Zemi pouze snímky obsahující požadované informace. To zvýší rychlost, bezpečnost a efektivitu datových přenosů k uživatelům.

## Spolupráce s Českou republikou
V červnu 2024 Axiom Space uzavřela v září 2024 memorandum o porozumění s Českou republikou, která tak udělala první krok pro budoucí vesmírnou misi pro českého záložního astronauta ESA Aleše Svobodu. Záměr vyslat do vesmíru českého astronauta ČR zařadila jako motivační jádro do projektu Česká cesta do vesmíru, jehož cílem je podnítit růst českého kosmického průmyslu včetně zvýšení zájmu žáků a studentů o technické obory. Navazující krok přišel v květnu 2025, kdy ministr dopravy ČR Martin Kupka odeslal společnosti Axiom Space dopis o záměru (Letter of Intent), v němž vyjádřil zájem o vyslání českého astronauta do vesmíru v rámci jedné z budoucích misí společnosti s lidskou posádkou. Stalo se tak krátce poté, co česká vláda schválila způsob financování vesmírné mise. Náklady ve výši asi 2 miliard korun vláda rozloží do tří let a uhradí je prostřednictvím ESA, mise by se měla uskutečnit na přelomu let 2027 a 2028